# ATP Challenger Taipeh-2
Der ATP Challenger Taipeh (offiziell: Taipei Challenger) war ein Tennisturnier, das von 1991 bis 1994 jährlich in Taipeh, Taiwan, stattfand. Es gehörte zur ATP Challenger Tour und wurde im Freien auf Hartplatz gespielt.

## Liste der Sieger

### Einzel
| Jahr | Sieger            | Finalgegner         | Ergebnis      |
| ---- | ----------------- | ------------------- | ------------- |
| 1994 | Gianluca Pozzi    | Mark Kaplan         | 6:4, 6:0      |
| 1993 | Jason Stoltenberg | Richard Matuszewski | 6:0, 6:3      |
| 1992 | Sandon Stolle     | Jeremy Bates        | 6:3, 5:7, 7:5 |
| 1991 | Markus Zoecke     | Kelly Jones         | 6:3, 6:3      |

### Doppel
| Jahr | Sieger                        | Finalgegner                      | Ergebnis |
| ---- | ----------------------------- | -------------------------------- | -------- |
| 1994 | Daniel Nestor Maurice Ruah    | Sandon Stolle Michael Tebbutt    | 6:2, 6:0 |
| 1993 | Tommy Ho Patrick Rafter       | Kent Kinnear Kenny Thorne        | 6:4, 7:6 |
| 1992 | Broderick Dyke Peter Lundgren | Neil Borwick Andrew Kratzmann    | 7:6, 7:5 |
| 1991 | Kelly Jones Todd Woodbridge   | Mark Kratzmann Jason Stoltenberg | 7:6, 6:3 |